# James Barrett Reston
James Reston (Clydebank, 3 november 1909 - Washington D.C., 6 december 1995) was een Amerikaans journalist en columnist van Schotse afkomst. Hij is de vader van schrijver en journalist James Reston, jr.

## Levensloop
Reston werd geboren als zoon van een arm presbyteriaans gezin in het Schotse Clydebank. Zijn moeder, zusje en hij emigreerden in 1920 per boot naar de Verenigde Staten.
Zijn werkzame periode begon hij kortstondig voor de Daily News in Springfield (Ohio), waarna hij in 1934 aan het werk ging voor Associated Press. In 1939 vertrok hij naar het kantoor in Londen van The New York Times en een jaar erop kwam hij nog kort terug naar New York. In 1942 nam hij echter verlof om voor de VS in Londen een Office of War Information op te zetten.
Na de Tweede Wereldoorlog ging hij opnieuw aan het werk voor The New York Times in Washington D.C. In 1948 werd hij diplomatiek correspondent en in 1953 kantoormanager en columnist.
In de jaren erna was hij vennoot-redacteur bij The New York Times van 1964 tot 1968, hoofdredacteur van 1968 tot 1969 en vicevoorzitter van 1969 tot 1974. Tussen 1974 en 1987 schreef hij freelance columns die in meerdere media landelijk werden gepubliceerd. Wel bleef hij nog bij de NY Times betrokken tot zijn pensionering in 1989.
Reston interviewde in de loop zijn carrière veel wereldleiders en schreef uitgebreid over de belangrijke gebeurtenissen van zijn tijd. Hij had een nauwe band met president Henry Kissinger; president Richard Nixon plaatste hem echter op diens lijst van politieke tegenstanders.
Hij schreef verschillende boeken, waaronder Prelude to Victory (1942), The Artillery of the Press (1967), Sketches in the Sand (1967) en de memoire Deadline (1991).

## Erkenning
Reston werd tweemaal onderscheiden met een Pulitzerprijs: in 1945 en 1957. In 1986 werd hij onderscheiden met een Presidential Medal of Freedom en in 1991 met de Four Freedoms Award in de categorie vrijheid van meningsuiting.
Daarbij werd hij opgenomen in de Belgische Orde van Leopold II, het Franse Legioen van Eer, de Noorse Orde van Sint-Olaf en de Chileense Orde van Verdienste. Hij ontving eredoctoraten van bij elkaar 28 universiteiten.